# Simon Oberbeck

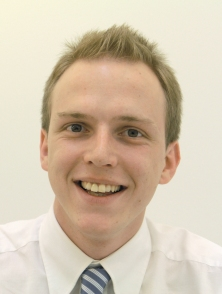
Simon Oberbeck (2006)

Simon Oberbeck (* 20. August 1983) ist ein Schweizer Politiker (CVP).

## Beruf
Nach der abgeschlossenen Lehre als Kaufmann mit Berufsmatura bei Novartis war Oberbeck von 2006 bis 2008 als Assistent Public Affairs bei der Schweizerischen Bankiervereinigung in Basel tätig. Von 2008 bis Juni 2010 war er persönlicher Mitarbeiter von Nationalrätin Kathrin Amacker. Seit Oktober 2010 arbeitete er als Geschäftsführer für die CVP Basel-Landschaft. Im Dezember 2013 wechselte er als Beauftragter Kommunikation und Verkehrspolitik zu den Schweizerischen Rheinhäfen. Seine Nachfolgerin bei der CVP Basel-Landschaft wurde Christina Hatebur.

## Politik
2008 wurde Oberbeck in den Gemeinderat (Exekutive) von Birsfelden gewählt, 2012, 2016 und 2020 wurde er in diesem Amt bestätigt. Am 12. November 2015 rückte Oberbeck für den unerwartet verstorbenen Claudio Botti in den Landrat nach, wo er die CVP in der Finanzkommission vertritt. Bei den Landratswahlen vom 3. April 2019 wurde er im Amt bestätigt.
Seine politische Karriere begann im Jahr 1999 als Jugendrat im Kanton Basel-Landschaft. Seit 2003 ist er Vorstandsmitglied der Jungen CVP Basel-Landschaft und seit 2004 im Bundesvorstand Junge CVP Schweiz. Von 2005 bis 2006 war er Vize-Präsident der Jungen CVP Basel-Landschaft. Im Jahr 2006 wurde er zum Präsidenten der Jungen CVP Schweiz gewählt und wurde im gleichen Jahr Parteivorstandsmitglied der CVP Schweiz. Per November 2013 trat Oberbeck vom Amt des Schweizer JCVP-Präsidenten zurück. Zum Nachfolger wurde auf dem Parteikongress am 9. November der bisherige Vizepräsident Jean-Pascal Ammann gewählt.
Seine politischen Schwerpunkte liegen in der Aussen- sowie der Wirtschaftspolitik.

## Persönliches
Simon Oberbeck ist ledig und lebt in Birsfelden.